# Pétrin
Pour les articles homonymes, voir Petrin (homonymie).

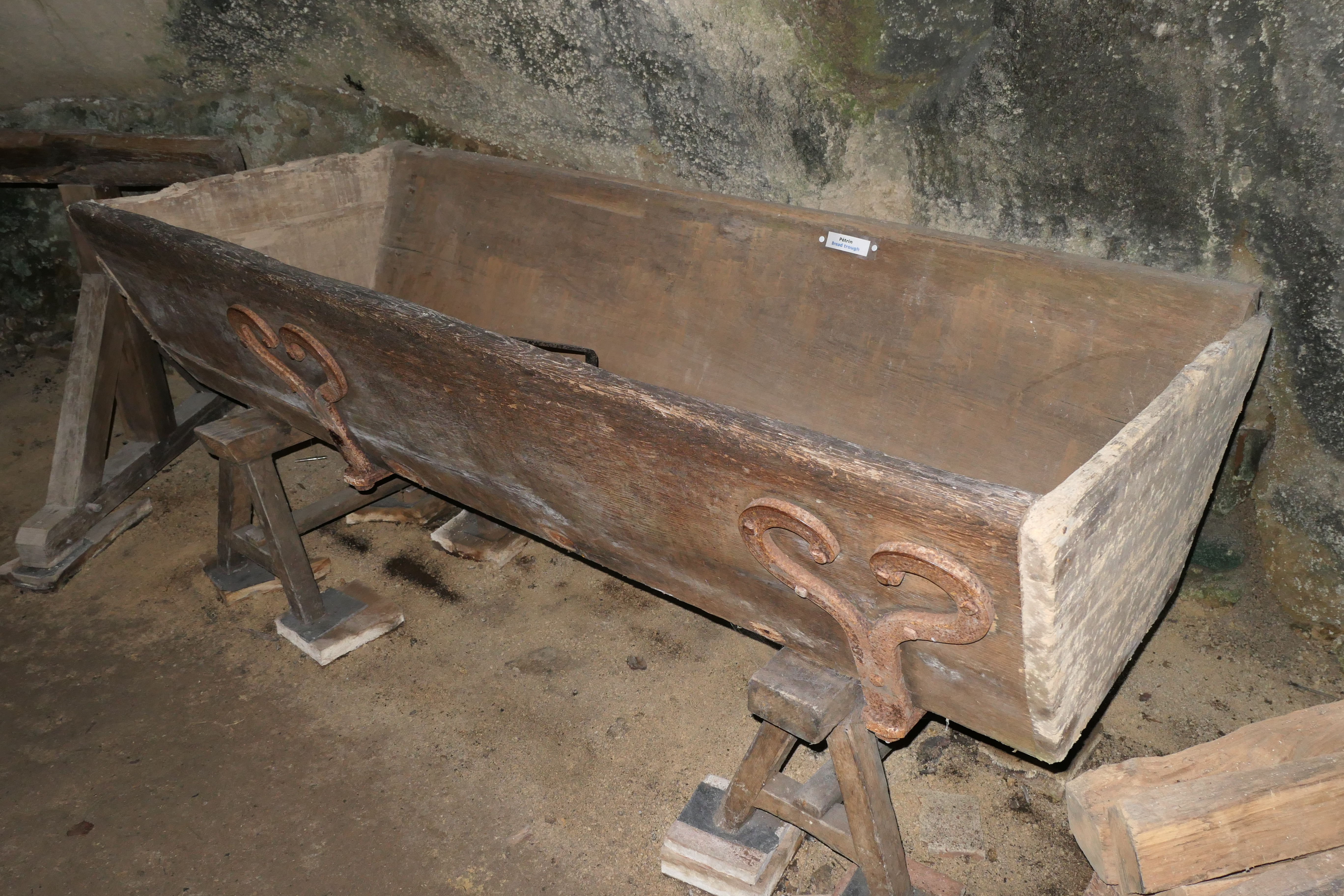
Pétrin ancien à main. Village troglodytique de Louresse-Rochemenier (Maine-et-Loire, France).

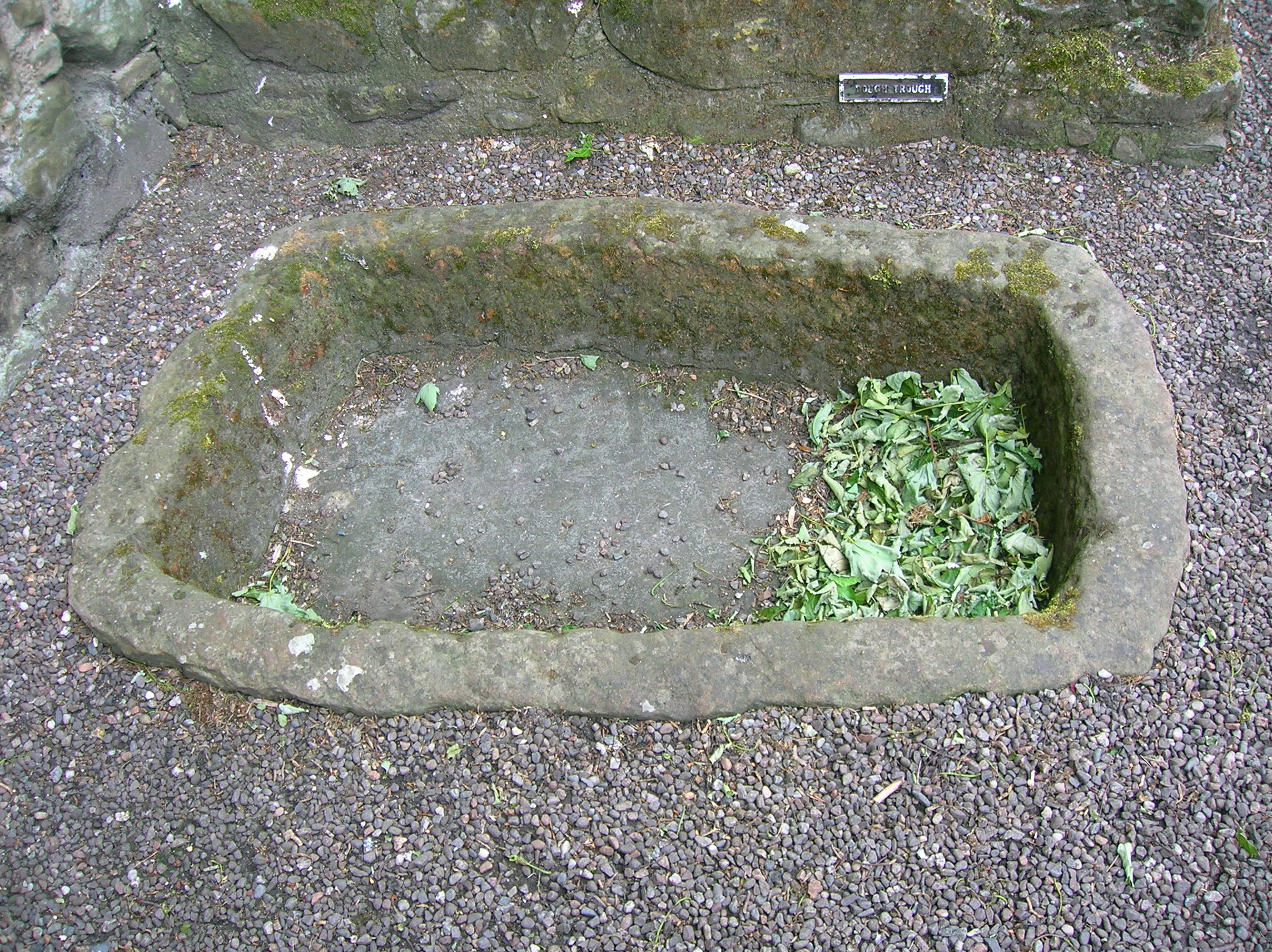
Pétrin de pierre, dans lequel la pâte était malaxée à pieds nus (Château d'Aberdour, Écosse).

Le pétrin est un ustensile de boulangerie, destiné au pétrissage de la pâte à pain, afin de lui donner une structure homogène et élastique.

## Pétrin manuel
Autrefois, le pétrissage était manuel ou se faisait avec les pieds. Le pétrin, aussi appelé la maie, était un récipient en bois, monté sur quatre pieds, généralement rectangulaire et équipé d'un couvercle, de manière à éviter la déshydratation de la pâte pendant la levée. Placé non loin du four, il bénéficiait d'une température tiède, propice à la fermentation du levain.

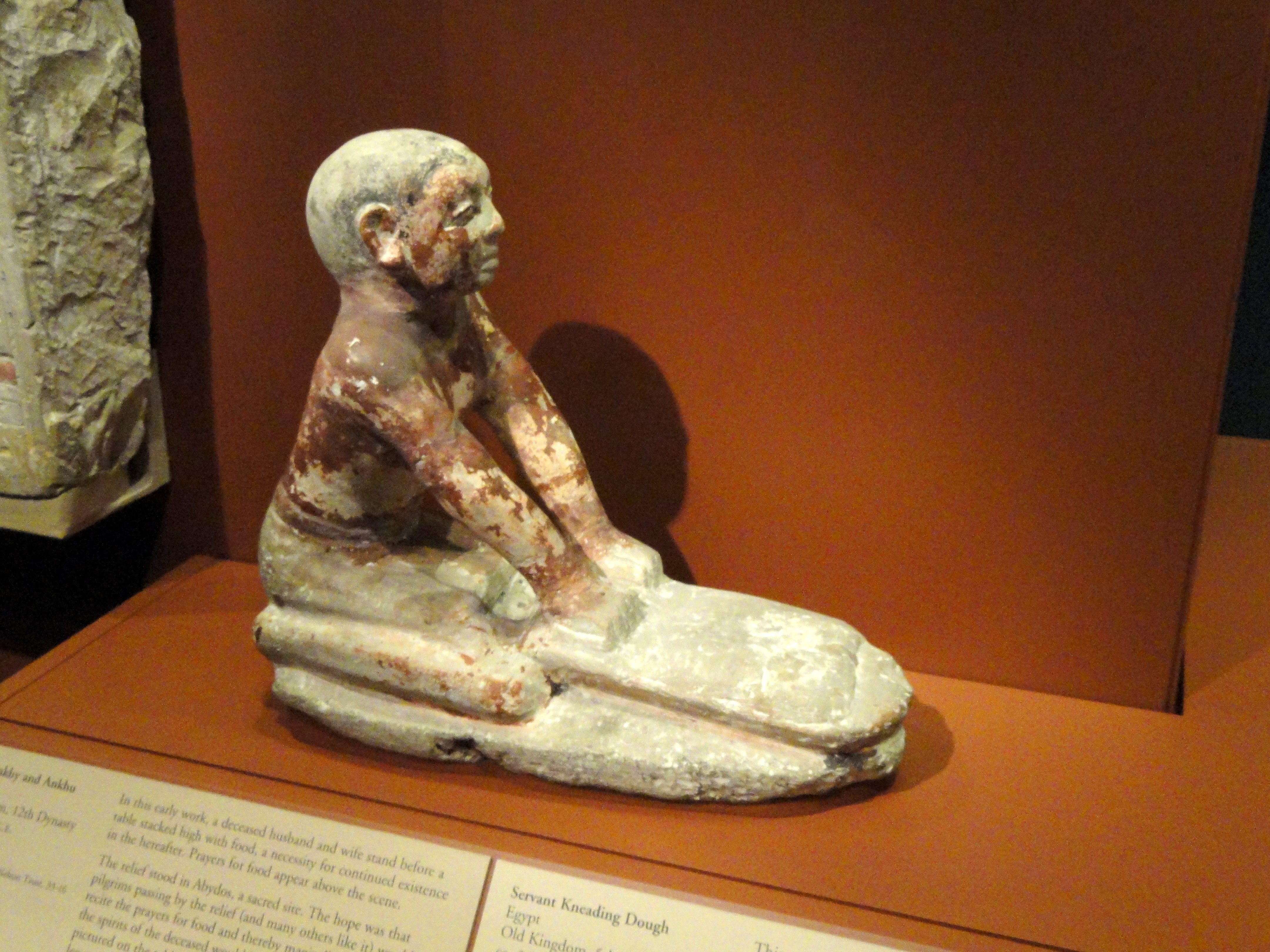
Serviteur égyptien agenouillé en train de pétrir.
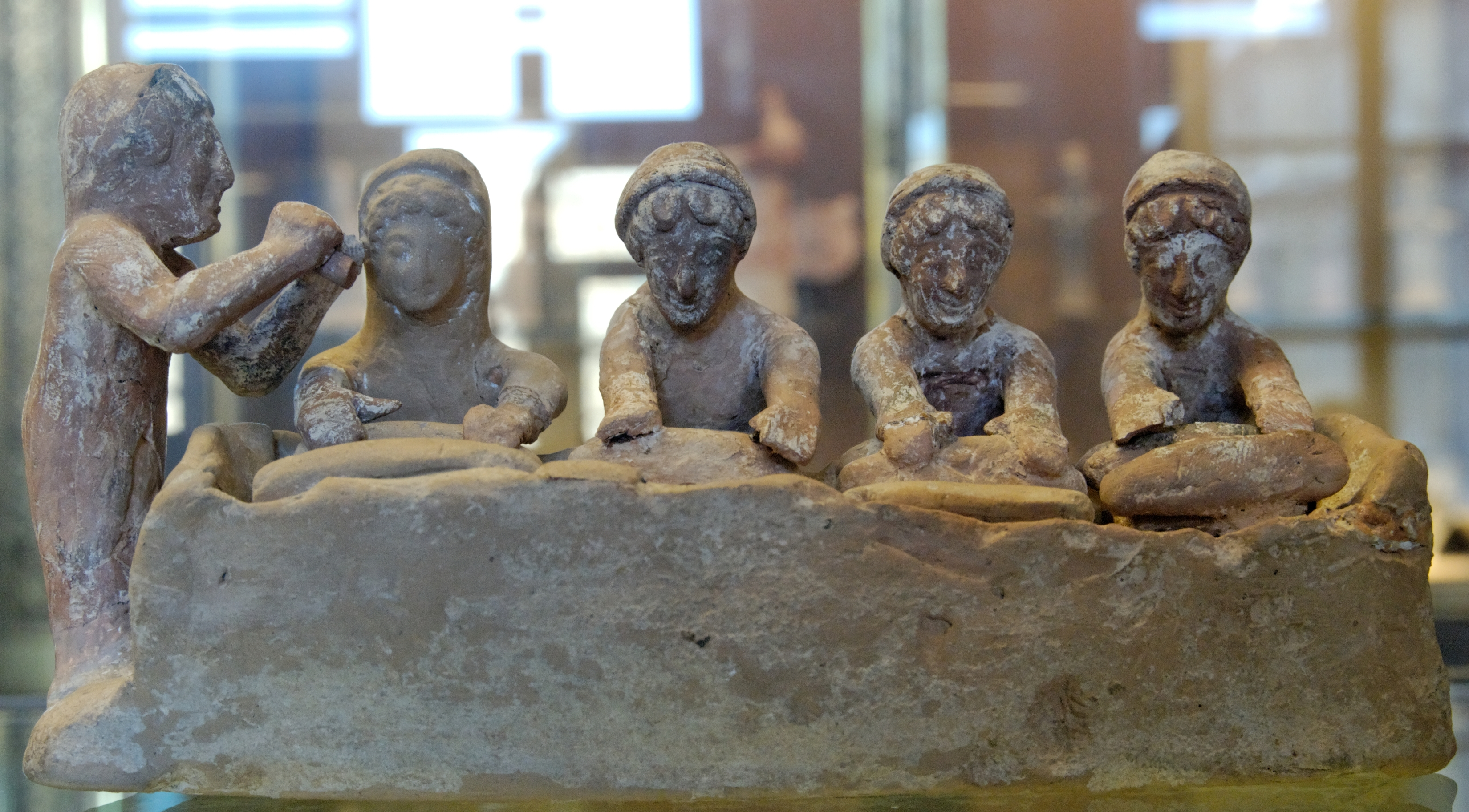
Pétrissage (époque gréco-romaine), les ouvrières travaillent en cadence, au son d'un joueur de flûte. Terre cuite béotienne, vers 500 av. J.-C., Thèbes (Grèce).

## Pétrin mécanique
Avec la révolution industrielle apparaissent les pétrins motorisés, surtout électriques, grâce auxquels les boulangers et pâtissiers gagnent du temps et de l'efficacité.
Les types de pétrins professionnels les plus répandus sont les pétrins obliques à fourche, les pétrins à spirale et les pétrins à bras plongeants articulés.

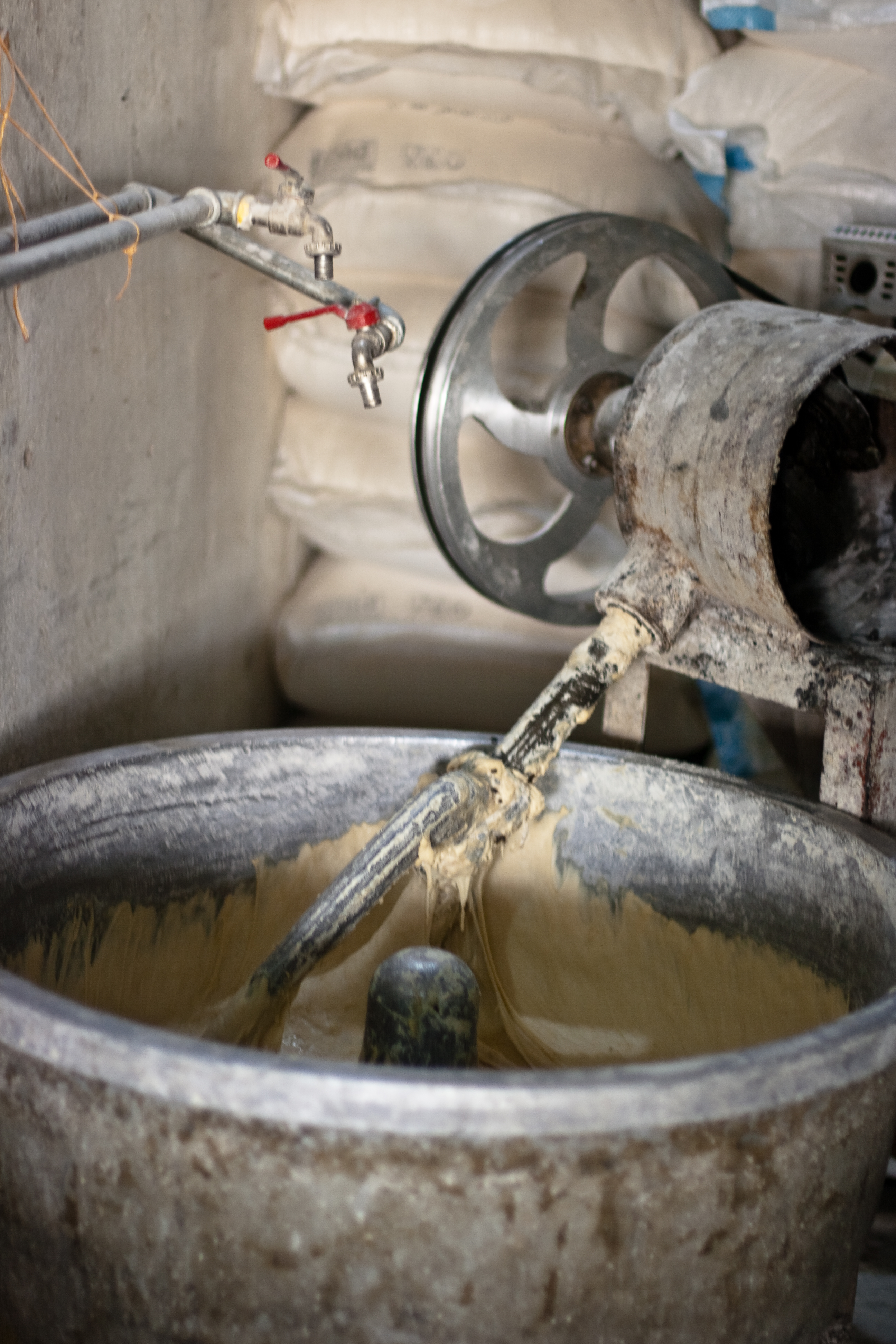
Pétrin oblique, à fourche.
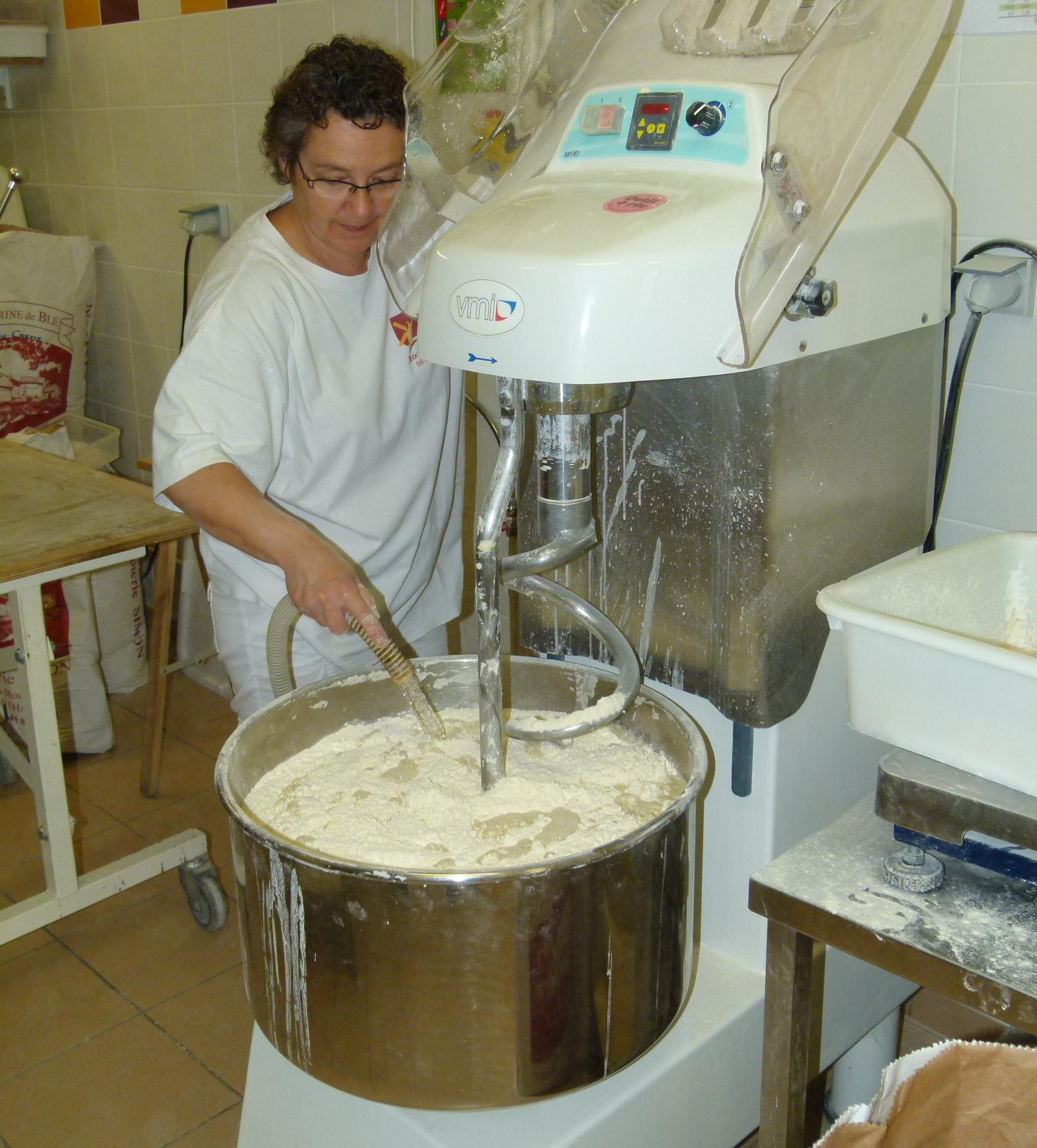
Pétrin à spirale.
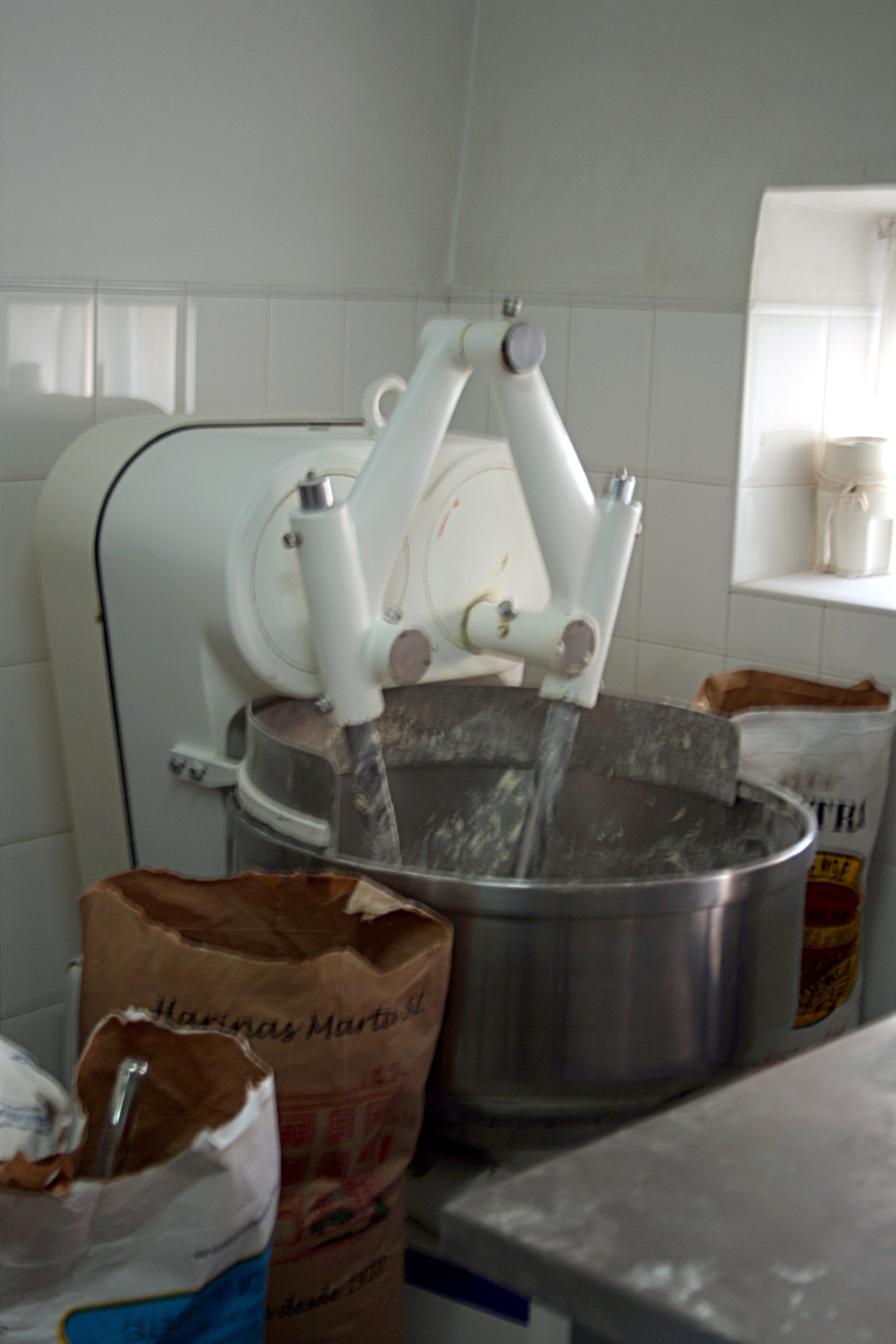
Pétrin à bras plongeants articulés.

Il existe aussi des pétrins ménagers, souvent à mouvement planétaire et pourvus d'un ou plusieurs crochets ou spirales.